# 巴菲亞
巴菲亞是非洲中西部國家喀麥隆的城鎮，由中部省負責管轄，位於該國中部，距離首都雅溫得120公里，海拔高度467米，主要經濟活動是農業，2005年人口69,270。

## 外部連結
- Weather （页面存档备份，存于）